# Sedan-Est (tổng)
Tổng Sedan-Est là một tổng ở tỉnh Ardennes trong vùng Grand Est.

## Hành chính
| Giai đoạn | Ủy viên          | Đảng | Tư cách |
| --------- | ---------------- | ---- | ------- |
| 2004      | Didier Herbillon | PS   |         |

## Các đơn vị hành chính
Tổng Sedan-Est gồm 11 xã với dân số 15 075 người (điều tra năm 1999, dân số không tính trùng)
| Xã                       | Dân số    | Mã bưu chính | Mã insee |
| ------------------------ | --------- | ------------ | -------- |
| Balan                    | 1 612     | 08200        | 08043    |
| Bazeilles                | 1 879     | 08140        | 08053    |
| Daigny                   | 352       | 08140        | 08136    |
| Escombres-et-le-Chesnois | 282       | 08110        | 08153    |
| Francheval               | 593       | 08140        | 08179    |
| La Moncelle              | 127       | 08140        | 08294    |
| Pouru-aux-Bois           | 262       | 08140        | 08342    |
| Pouru-Saint-Remy         | 1 165     | 08140        | 08343    |
| Rubécourt-et-Lamécourt   | 172       | 08140        | 08371    |
| Sedan                    | 8 838 (1) | 08200        | 08409    |
| Villers-Cernay           | 293       | 08140        | 08475    |

(1) một phần của xã

## Thông tin nhân khẩu
| 1962                                                     | 1968 | 1975 | 1982 | 1990   | 1999   |
| -------------------------------------------------------- | ---- | ---- | ---- | ------ | ------ |
| -                                                        | -    | -    | -    | 15 514 | 15 075 |
| Nombre retenu à partir de 1962 : dân số không tính trùng |      |      |      |        |        |